# Molophilus bunyipensis
Molophilus bunyipensis là một loài ruồi trong họ Limoniidae. Chúng phân bố ở miền Australasia.